# Gustav Lombard
 (octobre 2019).
Pour les articles homonymes, voir Lombard.
Gustav Lombard, né le 10 avril 1895 à Klein-Spiegelberg, près de Prenzlau, dans la province de Brandebourg et mort le 18 septembre 1992 à Mühldorf am Inn, est un membre de haut rang dans la SS pendant la Seconde Guerre mondiale. 
Durant le conflit, Lombard commande la 8e Division de cavalerie SS Florian Geyer et la 31e Division de grenadiers volontaires SS. Il a reçu la Croix de chevalier de la croix de fer de l'Allemagne nazie pour des opérations dites « antipartisanes » autour de Kovel, en Ukraine. Celles-ci consistaient à tuer des civils et brûler des villages.
Lombard a perpétré des massacres pendant l'Holocauste en tant que commandant du 1er Régiment de la Brigade de Cavalerie SS pendant l'invasion allemande de l'Union soviétique. Lombard a été reconnu coupable de crimes de guerre par un tribunal militaire soviétique en 1947 et a été libéré en 1955. Il a ensuite été jugé par un tribunal ouest-allemand dans les années 1960 et déclaré non coupable.

## Biographie

### Jeunesse
Lombard né à Klein Spiegelberg, près de Prenzlau, dans la province de Brandebourg. Après la mort de son père en 1906, il rend visite à sa famille aux États-Unis en 1913, où il obtient son diplôme d'études secondaires et commence à étudier les langues modernes à l'Université du Missouri. Après la fin de la Première Guerre mondiale, il retourne en Allemagne à l'automne 1919 et travaille pour American Express et la Chrysler Motor Company à Berlin.
Lombard rejoint le Parti nazi (NSDAP) et la SS après la prise de pouvoir nazie en 1933 et devient membre de la cavalerie SS. Dans son rôle d'instructeur au club des cavaliers SS, il fait la connaissance de Joachim Peiper, futur adjudant de Heinrich Himmler, avec qui il restera en contact pendant et après la Seconde Guerre mondiale.
Après un court séjour dans la Wehrmacht pendant toute l'invasion allemande de la Pologne, Lombard est promu commandant du 3e escadron du SS Totenkopf-Reiter-Standarte en décembre 1939. Il reçoit l'ordre le 7 avril 1940 d'occuper le district de Krolowiec près de Varsovie en Pologne, où il donne l'ordre de tuer tout homme non allemand entre 17 et 60 ans en cas de résistance. Hermann Fegelein, commandant du 1er régiment SS Totenkopf-Reiter-Standarte, a ensuite signalé 250 personnes exécutées au cours de ce déploiement.

### Rôle dans l'opération Barbarossa
Fin juillet 1941, Lombard est commandant d'un détachement monté du 1er régiment de cavalerie SS déployé à l'est de Brest-Litovsk où il aurait utilisé pour la première fois le terme « Entjudung » (déjuification).

#### Opérations punitivesPripiatsee
Le 19 juillet 1941, sur ordre de Himmler, les 1er et 2e régiments de cavalerie SS sont affectés au commandement général du HSSPF: Erich von dem Bach-Zalewski. Regroupés au sein de la brigade de cavalerie SS sous le commandement d'Hermann Fegelein, ils doivent participer à l'action dans la région des marais du Pripiat, une vaste étendue de terre qui couvre une partie de la Biélorussie et le nord de l'Ukraine. Cette action, connue sous le nom d'opération punitive Pripiatsee, est menée par les forces combinées de la SS et de la Wehrmacht en juillet et août 1941 avec un « ratissage systématique » de la région visant les Juifs, les « partisans » et les retardataires de l'Armée rouge. La date de début de l'opération est considérée comme étant le 28 juillet 1941.
Des instructions générales furent données afin de « nettoyer » la zone des partisans et des collaborateurs juifs. Les femmes et les enfants juifs devaient être chassés. Fegelein a interprété ces ordres de la manière suivante : les soldats ennemis en uniforme devaient être faits prisonniers et ceux qui n'étaient pas en uniforme devaient être fusillés. Les hommes juifs, à l'exception de quelques travailleurs qualifiés comme les médecins et les travailleurs du cuir, seraient fusillés. Fegelein divise le territoire à couvrir en deux sections divisées par la rivière Pripyat, le 1er Régiment, commandé par Gustav Lombard prenant la moitié nord et le 2e Régiment le sud, sous le commandement de Franz Magill.
Le 1er août, Himmler rencontre Bach-Zelewski et Fegelein à Minsk, et ordonne que « tous les juifs doivent être fusillés. Conduisez des juives dans les marais ». Après la réunion, Fegelein a informé ses hommes qu'Himmler lui avait dit qu'il fallait faire preuve d'une « sévérité sans compromis » face à l'ennemi juif. Pour l'historien Peter Longerich, la plupart des ordres données visant à tuer des civils étaient vagues et formulés dans une terminologie qui avait une signification spécifique pour les membres du régime. Les commandants ont été informés que tous les juifs devaient être considérés comme des ennemis potentiels qu'il fallait traiter impitoyablement.
L'état-major de l'opération a appliqué sa propre interprétation des ordres. Dans la soirée du 1er août, Lombard a informé ses troupes « qu'à l'avenir, pas un seul juif mâle ne doit rester en vie, pas une seule famille dans les villages ». Dans les jours qui suivirent, il « détailla une nouvelle action dans laquelle tous les juifs, y compris les femmes et les enfants, furent assassinés avec l'usage libre des armes automatiques » (souligné dans le texte original).
Le 11 août, Lombard rapporte que 11 000 hommes, femmes et enfants ont été tués, soit plus de 1 000 par jour. Son unité a également tué 400 soldats soviétiques dispersés. Magill n'était apparemment pas aussi énergique, car, le 12 août, il devait expliquer qu'il n'avait pas complètement éradiqué les « pillards » juifs parce que « les marais n'étaient pas assez profonds ».
Le 13 août, les forces combinées ont signalé la mort de 13 788 « pillards », dont 714 seulement avaient été faits prisonniers. En même temps, toute la brigade de cavalerie SS, forte de 4 000 hommes, subit 2 morts et 15 blessés. Le rapport final de Fegelein sur l'opération, daté du 18 septembre 1941, affirme qu'ils ont tué 14 178 Juifs, 1 001 partisans, 699 soldats de l'Armée rouge, fait 830 prisonniers et perdu 17 morts, 36 blessés et 3 disparus. L'historien Henning Pieper estime à 23 700 le nombre réel de Juifs tués, Ainsi les unités Fegelein furent les premières, pendant la Shoah, à éliminer des communautés juives complètes.
Le zèle et l'initiative de Lombard furent remarqués lorsqu'il fut promu commandant de régiment, alors que Magill n'en fit pas preuve et se vit bientôt réaffecté à un poste sans importance. Le 3 septembre 1941, Lombard reçut la Croix de Fer 1re classe pour « bravoure au combat ».

#### La conférence de Moguilev
Malgré la faible menace des insurgés à l'arrière dans les premiers mois de l'invasion, la doctrine agressive de la Wehrmacht en matière de sécurité arrière et l'utilisation du « danger » civil comme couverture des politiques génocidaires ont abouti à une coopération étroite entre l'armée et l'appareil sécuritaire derrière les lignes de front. L'un des exemples d'une telle coopération a été une conférence de trois jours organisée dans la ville de Moguilev par le général Max von Schenckendorff, chef de la zone arrière du groupe d'armées du centre, pour créer un « échange d'expériences » à l'intention des commandants des unités arrière de la Wehrmacht. Les officiers participants furent choisis en fonction de leurs « réalisations » dans les opérations déjà entreprises.
La conférence a débuté le 24 septembre et s'est concentrée sur la « lutte contre les partisans » (« Bekämpfung von Partisanen »). Les entretiens présentés portaient notamment sur l'évaluation de l'organisation et des tactiques des « bandits » soviétiques, sur les raisons pour lesquelles il était nécessaire d'exécuter les commissaires politiques immédiatement après leur capture et sur les liens entre Juifs et partisans. En plus du Lombard, les conférenciers incluaient : Erich von dem Bach-Zelewski, chef supérieur des SS et de la police ; Max Montua, commandant du centre du régiment de police ; Hermann Fegelein, commandant de la brigade de cavalerie SS ; Arthur Nebe, commandant du Einsatzgruppe B et autres.
La conférence comprenait trois exercices sur le terrain. Le deuxième jour, les participants se sont rendus au campement de Knyazhichi (Knjaschitschi dans l'interprétation allemande). Selon le rapport d'opération, les « étrangers suspects » (Ortsfremde), c'est-à-dire les partisans, n'ont pu être retrouvés, mais le dépistage de la population a révélé 51 civils juifs ; parmi ceux-ci, 32 ont été abattus. Ainsi, les participants à la conférence se sont vus présenter le ciblage par défaut des Juifs dans le cadre de la guerre antipartisane. La conférence, bien qu'il s'agisse apparemment d'une « formation antipartisane », était en fait un moyen de « promouvoir l'anéantissement des juifs pour des raisons raciales », comme l'a dit un tribunal ouest-allemand d'après guerre. La conférence marqua une augmentation dramatique de la violence contre les juifs et autres civils au cours des trois derniers mois de 1941.

#### Fin de la guerre
Le 15 janvier 1944, Lombard est nommé chef d'état-major de la Stossgruppe von dem Bach, une unité d'assaut à déploiement rapide sous le commandement de Bach-Zalewski. Créée pour défendre Kovel, l'unité était composée du 17e Régiment de cavalerie SS et de détachements d'artillerie, de pionniers et de canons d'assaut de l'armée. Jusqu'en mars 1944, l'unité a mené des opérations défensives et des contre-attaques contre les formations partisanes à l'arrière et contre les forces de l'Armée rouge qui tentaient de faire le tour de la ville. Au cours des opérations de Kovel, les troupes SS et la police auraient perpétré des atrocités dans les environs, tirant sur des civils et incendiant des villages.

### Après-guerre
Lombard devint prisonnier de guerre en Union soviétique en avril 1945 et fut condamné comme criminel de guerre à 25 ans de prison en 1947. En 1955, il est retourné en Allemagne de l'Ouest après que le chancelier Konrad Adenauer eut négocié la libération des prisonniers de guerre et des criminels de guerre allemands restants encore prisonnier en Union soviétique. Il fut jugé par un tribunal ouest-allemand dans les années 1960 ; l'affaire a duré une décennie et n'a pas abouti à une condamnation.
Lombard travaillait pour la compagnie d'assurance Allianz à Munich et est décédé à Mühldorf am Inn à l'âge de 97 ans.

## Décorations
- Croix allemande le 11 février 1943 comme SS-Obersturmbannführer dans le Reiter-Regiment 1./SS-Cavalry-Division-Division
- Croix de Chevalier de la Croix de Fer le 10 mars 1943 comme SS-Obersturmbannführer et commandant du SS-Kavallerie-Régiment 1